# Poduri
Poduri est une commune roumaine située dans le județ de Bacău.